# Chiesa di San Francesco d'Assisi (Torino)
La chiesa di San Francesco d'Assisi è un edificio religioso che si trova a Torino nell'omonima via, nel tratto compreso fra via Garibaldi e via Monte di Pietà.

## Storia e descrizione
Eretta una prima volta in epoca medievale (sicuramente dopo il 1214), venne completamente ricostruita dopo una parziale demolizione fra il 1608 ed il 1761, con lavori eseguiti a più riprese. Nel 1761 vi furono interventi anche di Bernardo Antonio Vittone. La facciata è stata realizzata nel 1761 su progetto dello studio di Vittone, ma su ideazione di Mario Quarini.
All'interno ha una pianta a tre navate sui cui lati si aprono sei cappelle laterali. Esse contengono un'Annunciazione e una Visitazione attribuite al pittore Giovanni Antonio Molineri, una Sant'Anna di Federico Zuccari, un Crocifisso, opera dello scultore Carlo Giuseppe Plura. Il coro e la cupola sono stati affrescati dal Milocco.
L'altare della cappella dei Santi Cosma e Damiano è opera di Francesco Martinez.
Nella sacrestia della chiesa viene ricordato il famoso episodio di don Bosco con Bartolomeo Garelli.

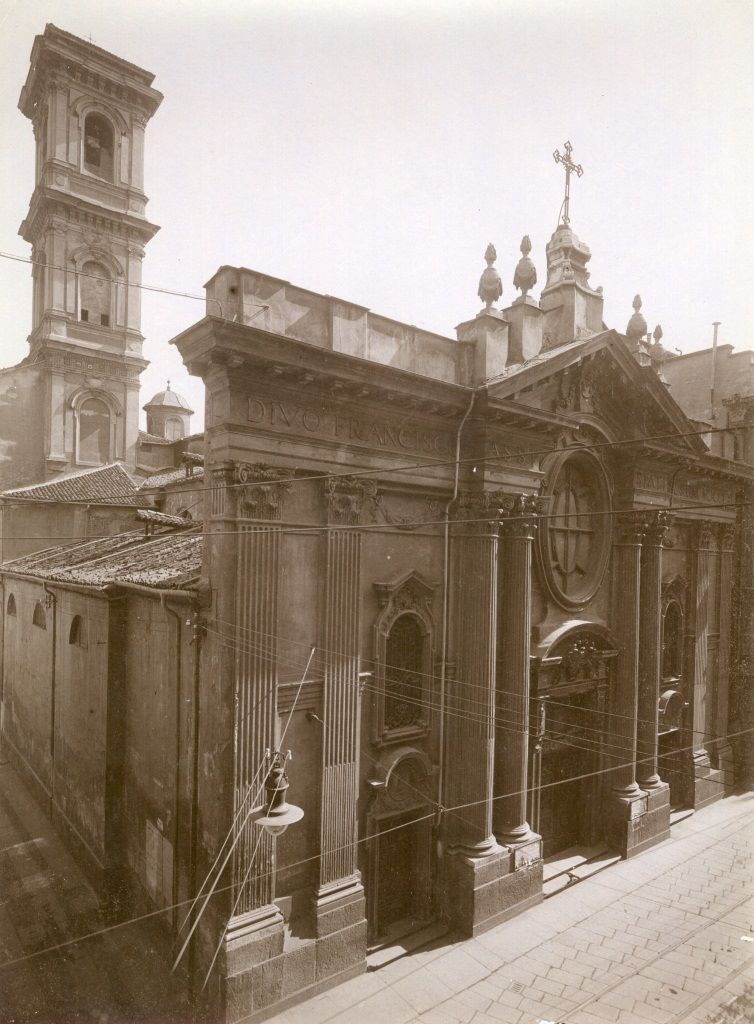
Veduta del 1925
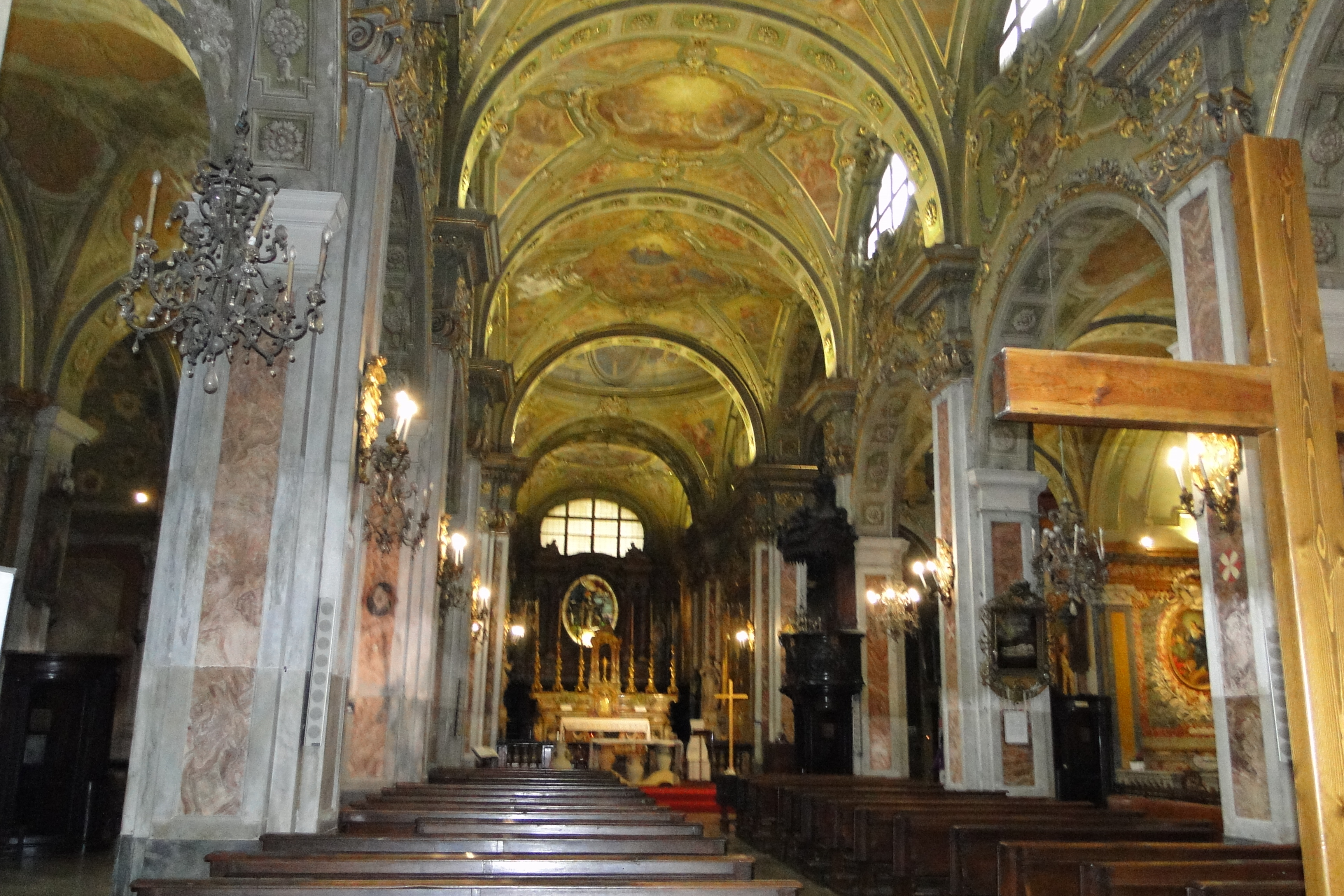
Navata centrale
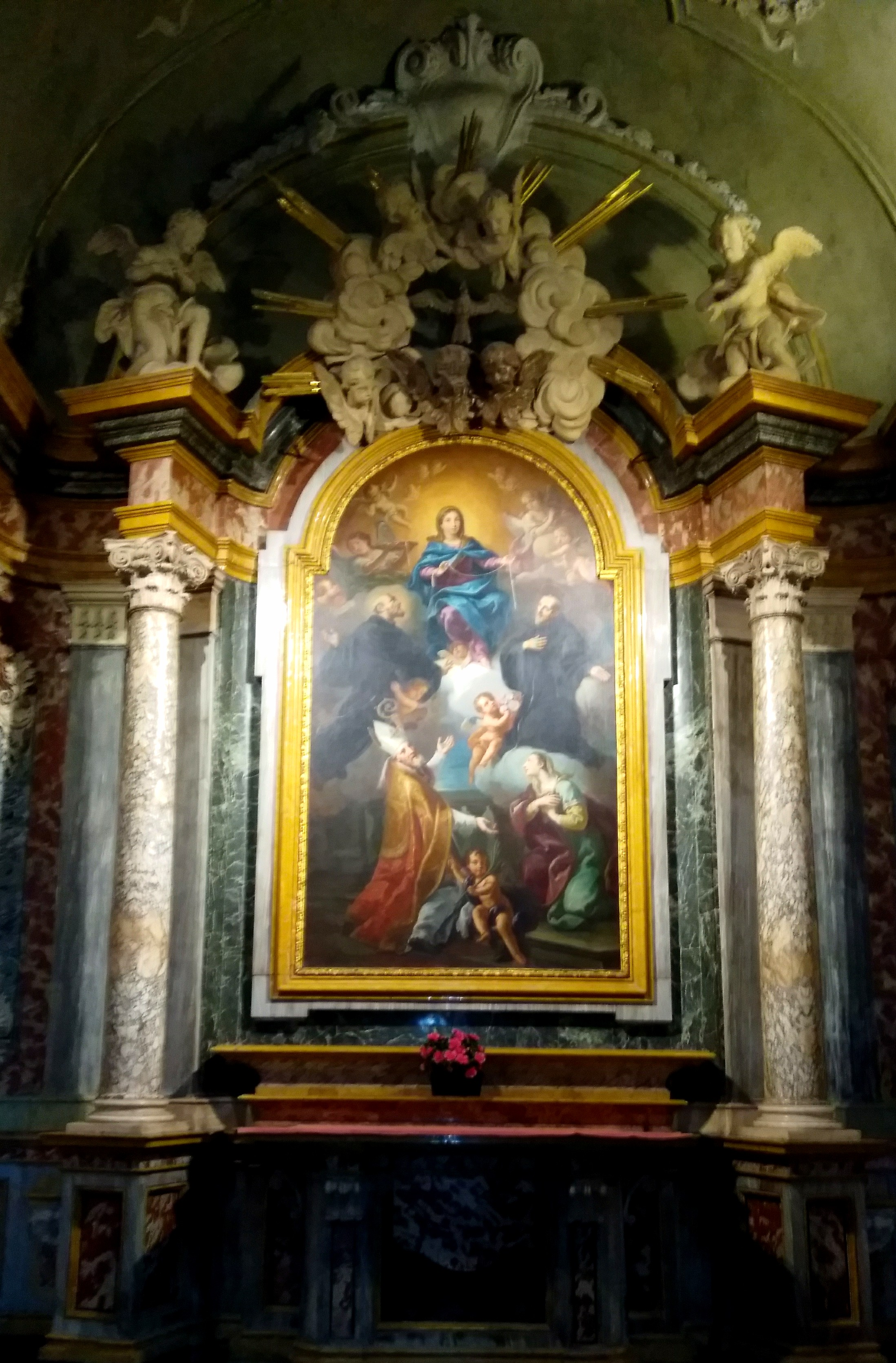
Altare dei Ss. Biagio e Luduina (Isabella Maria dal Pozzo)